# ライチ・リキュール

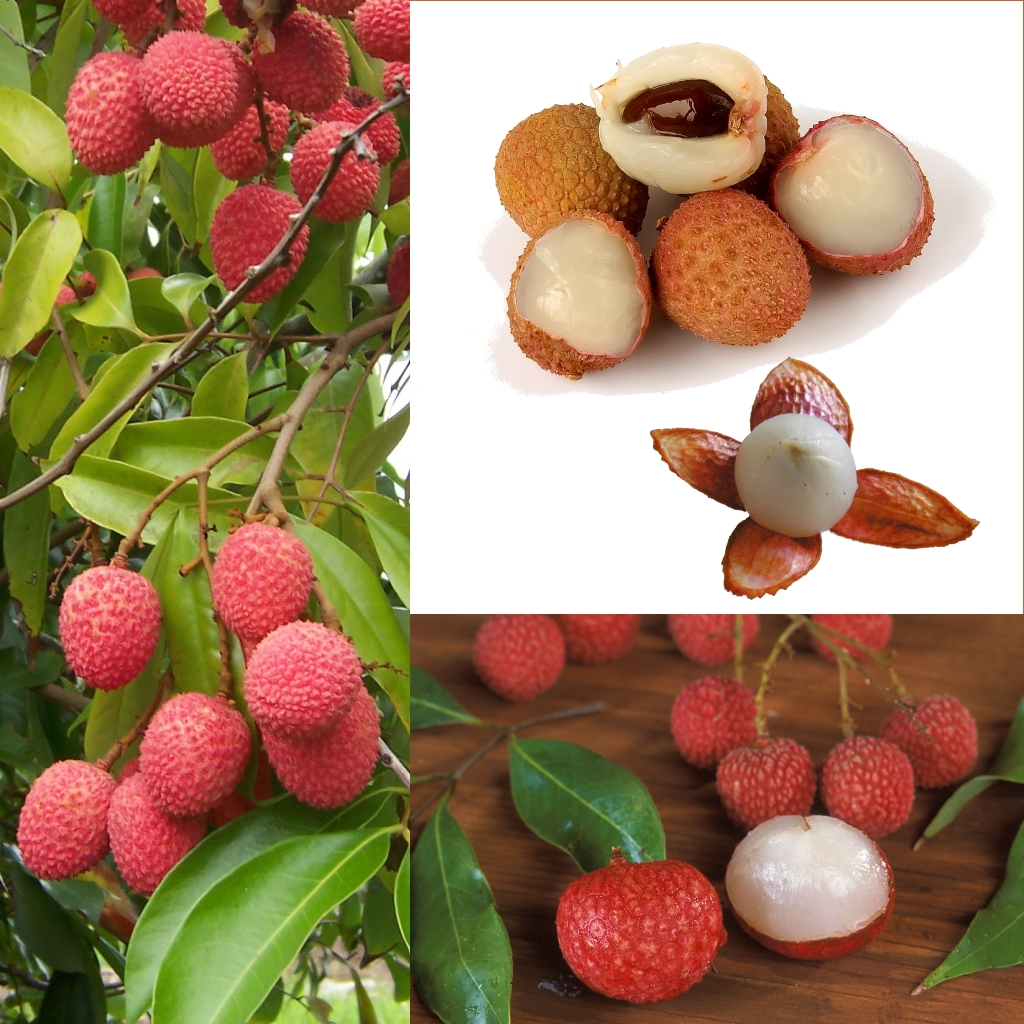
原料であるライチ（Litchi chinensis）の果実

ライチ・リキュールは、ライチの果実を原料の1つとし製造されているリキュールの1種である。有名なものにディタやパライソなどがある。

カクテルの材料として用いられるほか、紅茶の風味付けやゼリーなどの製菓にも利用される。

## ライチ・リキュールの銘柄
ディタ／SOHO
フランスのペルノ・リカール社が1980年代後半、現代人の嗜好に合う新しいリキュールとして開発し、今日代表的なライチ・リキュールの一つとみなされている。アルコール度数は24度、エキス分25％。東洋をイメージしたエキゾチックな風味を持つよう調整されており、ライチの強い香りが特徴的。
本来は "SOHO" （ソーホー）という名称であり、日本以外ではその名で販売されているが、日本市場では商標問題から "DITA" に変更された。なお "SOHO" の名は事務所のSOHOのような場所で気軽に飲んでもらえるようにとの思いから付けられたが、その一方 "DITA" という言葉には元々の意味はなく、親しみやすい語感を選んで作られた造語である。
パライソ
パライソ（Paraiso）はフランスのジュール・プレマン社が1980年代より製造・販売しているライチ・リキュールである。日本での輸入元はサントリー社。アルコール度数は24度、エキス分は26.6％。「パライソ」はスペイン語もしくはポルトガル語で「楽園」という意味。強い香りを抑えた、控えめで自然な風味を持つ。
ヨッティング・ライチ・リキュール
ヨッティング・ライチ・リキュール（Yachting Litchi's ）はフランスのスロール社製造のライチ・リキュール。日本での輸入元はドーバー洋酒貿易。アルコール度数は18度。フランス伝統の製法により、ライチの果実のエキゾチックな香りを上品に再現している。
ボルス・ライチ・リキュール
ボルス・ライチ・リキュール（BOLS Lychee Liquer）は、オランダのボルス社製のライチ・リキュールである。アルコール度数は17度。
ライチ・ドリーム
ライチ・ドリーム（Lychee Dream）はオランダのトーランク社製造のリキュール。アルコール度数は17度、エキス分は12％と他社に比して軽めの作りである。ライチの持つ華やかさを前面に押し出した香り。
貴妃ライチ・リキュール
貴妃ライチ・リキュール（Kwaifeh Lychee Liquer）は、オランダでボルス社と双璧をなすリキュールメーカー、デ・カイパー社が製造するリキュール。アルコール度数は20度、エキス分は24％。楊貴妃をイメージして作られた。無色透明のボトルが一般的なライチ・リキュールにあって、薄桃色のボトルを採用している。
茘枝酒
日本の永昌源社製のライチ・リキュール。アルコール度数14度。

## ライチ・リキュールを使ったカクテル
独特の香りと甘味を備えていて、酸味の少ないライチ・リキュールは、酸味を補う柑橘類のジュースとの相性が良いとされる。また爽快感を増すための炭酸水やトニック・ウォーターを加えるレシピも多い。

### ライチ・リキュール全般
- アンシャンテ（Enchanté）

ジン35ml、ライチ・リキュール15ml、レモン・ジュース10ml、砂糖1スプーンをシェイクし、グラスに注ぐ。
- チャイナ・キッス（China Kiss）[2]

別名、ライチ・グレープフルーツ。（後述）
- チャイナ・グリーン（China Green）

ライチ・リキュール30ml、メロン・リキュール15mlを、氷の入ったタンブラー（容量240ml程度）に注ぎ、グラスをグレープフルーツ・ジュースで満たしてステアする。
- チャイナ・ブルー（China Blue）

（詳細はリンク先を参照）
- 楊貴妃（Yang Kuei Fei）

（詳細はリンク先を参照）
- ライチ・グレープフルーツ（Litchi and Grapefruits）

ライチ・グレープフルーツとは、ライチ・リキュールにグレープフルーツ・ジュースを加えたロングドリンクである。作り方は、氷を入れたタンブラー（容量240〜300ml程度）に、ライチ・リキュール（30〜45ml程度）を注ぎ、適量のグレープフルーツ・ジュースでグラスを満たし、ステアすれば完成である。
なおライチ・グレープフルーツは、チャイナ・キッスという別名を持つ。また、特に、ディタを使用した場合、フルーティー・ディタと呼ばれることもある。
- ライチ・ソーダ（Litchi and Soda）

ライチ・ソーダとは、ライチ・リキュールに炭酸水を加えたロングドリンクである。作り方は、氷を入れたタンブラー（容量240〜300ml程度）に、ライチ・リキュール（45ml程度）を注ぎ、適量の炭酸水でグラスを満たし、軽くステアすれば完成である。

### ディタを使ったカクテル
- ディタ・スプモーニ（Dita Spumoni）

ディタ + グレープフルーツ・ジュース + トニック・ウォーター。要するに、スプモーニに使われるカンパリをディタに変えたカクテルである。
- フルーティー・ディタ（Fruity Dita）[4]

先述のライチ・グレープフルーツに使用するライチ・リキュールが、ディタに限定されたもの。
- その他、「ディタ・**」と付くカクテル。

### パライソを使ったカクテル
- パライソーニ（Paraisoni）

パライソ + グレープフルーツ・ジュース + トニック・ウォーター。ディタ・スプモーニと同様、スプモーニに使われるカンパリをパライソに変えたカクテルである。
- その他、「パライソ・**」と付くカクテル[5]。